# Pépoaza à ventre rougeâtre
Neoxolmis rufiventris
Espèce
Statut de conservation UICN

 LC  : Préoccupation mineure
Le Pépoaza à ventre rougeâtre (Neoxolmis rufiventris), aussi appelé Moucherolle à ventre bai, est une espèce de passereau de la famille des Tyrannidae.

## Distribution
Cet oiseau niche en Patagonie ; il hiverne vers le nord jusqu'à la Région Sud (Brésil).